# Casasia ekmanii
Casasia ekmanii är en måreväxtart som beskrevs av Ignatz Urban. Casasia ekmanii ingår i släktet Casasia och familjen måreväxter.
Artens utbredningsområde är Haiti. Inga underarter finns listade i Catalogue of Life.